# Marc Romera Roca
Marc Romera Roca (Barcelona, 7 de julio de 1966) es un escritor, poeta y narrador catalán. Es miembro fundador y editor de LaBreu Edicions, tarea que combina con la docencia de la literatura. Ha sido periodista cultural en la radio y ha ejercido la crítica literaria en el Quadern de El País y en la revista Caràcters.
Desde unos inicios influidos por Gabriel Ferrater y J.V. Foix, los poemarios de Romera son cada uno de ellos una nueva propuesta que pretende explorar los límites en los que se enmarca su singular poética. Es a partir de La mel (La miel) (2001) que el autor consigue una voz propia que, sin cambiar y manteniéndose fiel a una idea eufónica de la frase, busca en cada libro nuevos formatos para expresar una denuncia global y desarrollar su viaje a través del análisis de la condición humana y del problema de la comunicación. La mel es una inversión de la misa de difuntos, una invitación al pecado y a la intensidad vital en formato carpe diem. Los alejandrinos elegantes y sonoros de este libro dan paso al verso libre, pero siempre musicalizado, de La pau del cranc (La paz del cangrejo) (2002), donde la figura del psicópata se utiliza para trazar la imagen de autoexclusión social del poeta. Luego aparecieron los poemas concentrados y estrictamente octosilábicos de L’aigua (El agua) (2008), una insistencia en la mirada crítica que combina la denuncia con la fijación de los instantes esenciales, ahora, respecto a La mel, vestidos de una pátina de desengaño y renuncia. En 2013 Marc Romera ganó el premio Carles Riba de poesía por La nosa (El estorbo) (2014), que también recibió el Premio Josep Maria Llompart al mejor libro de poesía publicado del año, dentro de los premios Cavall Verd de Mallorca, un poemario que surge de la incomodidad y pretende incomodar al lector mientras lo reconforta con una altísima construcción estética de lenguaje. Son cincuenta poemas en (falsa) prosa cargados de referencias literarias (trazo común a toda su obra) y en los que la sintaxis se tensa explorando sus límites sin renunciar al ritmo y a una presencia de la musicalidad que a menudo estalla en virtuosismo verbal. Y es esta misma voz, ahora configurando un obituario que pretende fijar el duelo, que, en Neu negra (Nieve negra) (2016), se depura y destila hasta la esencialidad en una alquimia que transforma el dolor de la muerte (en este caso las del padre y del maestro, el poeta Francesc Garriga Barata) en una experiencia extrema de expresión lírica.
Paralelamente, pero con un mismo sentido de lenguaje, Romera inicia su trayecto de narrador con Mala vida (2002), novela generacional de ritmo trepidante que se convierte en libro de culto y que retrata una juventud despistada y sometida al desasosiego de quien lo ha tenido todo fácil, ha llegado tarde a casi todas las luchas e intenta compensarlo a base de drogas, sexo, pereza y fiesta extrema. Amanida d’animals (Ensalada de animales) (2004) es un ejercicio de estilos a partir de unos veinte cuentos protagonizados por los típicos personajes de Romera, gente que se autoexcluye o que no puede asumir la normalidad como sistema de vida, que vive una u otra situación de incomunicación, como la de los relatos de La intimitat (La intimidad) (2008). De 2014 es la novela erótica Les relacions virtuoses (Las amistades virtuosas), una recreación actualizada de Les Liaisons dangereuses (Las amistades peligrosas) de Pierre Choderlos de Laclos, en la que los límites del erotismo y la pornografía se combinan en una dialéctica sobre la seducción y la manipulación y el engaño a partir de las nuevas redes sociales. Con ello, Les relacions virtuoses es una novela erótica que no renuncia a las exigencias literarias del autor y que pone muy alto el listón en el uso del lenguaje, sobre todo al compararlo con la mayoría de títulos a los que nos tiene acostumbrados el género.

## Obras publicadas

### Poesía en catalán
- Al balcó hi penja un bosc de colobres mesquines. Bosc de colobres, Òmnium Cultural, Reus, 1986.
- Genolls de fum. Llibres del Mall, Barcelona, 1988.
- Disfresses. Columna: Barcelona, 1990.
- La mandra. Columna: Barcelona, 1994.
- La mel. Cafè Central / Eumo, Barcelona / Vic, 2002.
- La pau del cranc. Empúries / Ed. 62, Barcelona, 2002.
- L'aigua. Alabatre, LaBreu Edicions, Barcelona, 2008.
- La nosa. Proa, Barcelona, 2013.
- Neu negra. Alabatre, LaBreu Edicions, Barcelona, 2016.
- Rock & Roll. LaBreu Edicions, Barcelona, 2016.

### Novelas en catalán
- Mala vida. Angle, 2002.
- Amanida d'animals. Angle, 2004 (recopilación de cuentos).
- La intimitat. Empúries, 2008 (recopilación de cuentos).
- Les relacions virtuoses. RBA / La Magrana, 2014.

## Premios
- 1986 : Premios Literarios Baix Camp. Gabriel Ferrater de poesía por Al balcó hi penja un bosc de colobres mesquines
- 1988 : Premio Amadeu Oller por Genolls de fum
- 1989 : Premio Martí Dot por Disfresses
- 1992 : Premio Bufar i fer ampolles de Berga por Hivern de mar
- 1993 : Premi de Poesia Josep Maria López Picó por La Mandra
- 2002 : Premio de poesía Sant Cugat a la memòria de Gabriel Ferrater por La pau del cranc
- 2013 : Premi Carles Riba de poesia por La nosa
- 2015 : Premi Cavall Verd por La nosa
- 2022 : Teacher
- 2024: nadador profesional